# Марія Екіер
Марія Екіер (нар. 4 травня 1943, Варшава, Польща) — польська дизайнерка, ілюстраторка та авторка дитячих книг.

## Життєпис
Мати Марії Екіер була Данута Шафлярська, відома польська акторка кіно і театру, перша зірка польського кіно. Батько, художник Ян Екіер, відомий польський піаніст, композитор, редактор, видавець та неодноразовий член комісії з конкурсів Шопена.
1 серпня 1944 року, коли Марії Екіер було 15 місяців, спалахнуло Варшавське повстання. Майбутня ілюстраторка перебувала з батьками в квартирі своїх друзів на вулиці Польна 36. Завдяки допомозі друга їм вдалося безпечно дістатися звідти до тимчасового притулку. Під час повстання вона захворіла на дизентерію.
Виховувалась в родині, нерозривно пов'язаній з культурою та мистецтвом, що сприяло розвитку мистецьких здібностей Марії Екіер. У 1966 році художниця розпочала навчання в Академії образотворчих мистецтв (ASP) у Варшаві. У 1971 році вона отримала диплом з відзнакою в студії професора Яна Марціна Шансера та професора Юліана Пальки на факультеті графічного мистецтва. Спеціалізувалася на книжковій графіці, створювала дизайн обкладинок книг та плакатів.
Екіер зізнається, що після закінчення Академії мистецтв вона мало що знала про ілюстрації та пізніше все дізналася сама. Її головним натхненням стали роботи досвідчених ілюстраторів. Вона розглядала твори Стасиса Ейдридгевічуса та Юзефа Вілконя як зразки для наслідування.

## Вибрані книжкові публікації, проілюстровані художницею
Джерело: біографія на римський портал
- Про собаку, яка мала хлопчика, Клара Ярунькова, 1977 рік.
- Де боб? Зофія Богуславська, 1977 рік.
- Лісові рослини лікарські, Марія Полаковська, 1977 рік.
- Собака і кішка, Ігор Сикірицький, за Ованом Туманяном, 1978 рік.
- Літня пригода, Ірина Гуро, переклад з рос. Владислав Козловський, 1980.
- Острів народження, Марія Єва Леткі, 1990 рік.
- Чудовисько, Марія Єва Леткі, 1992.
- Що сталося з нашою казкою, Ганна Кралл, 1994 рік.
- Не плач, кізонька, Сергій Михалков, 1996.
- Dębołki, Джоанна Кульмова, 1998.
- Добрий монстр не є злий, Анна Оничимовська, 2000 рік.
- Принцеса в короні, Марія Єва Леткі, 2005.
- Чарівниця та інші казки, Малгожата Стшавковська, 2006.
- Польські казки та легенди, добір Гжегож Лещинський, графічний дизайн Гражина Ланге, 2006 р.
- Що кому сниться і навіть не сниться, Джоанна Кульмова, 2006 рік.
- Таємничі пригоди Кубуся, Мацей Орлов, 2007.
- Папрох, Еліза Піотровська, 2010.
- Китайський кіт, Міка Валтарі, 2011 рік.

### Книги
Марія Екіер також написала та ілюструвала дві книги:
- Кіт жмурить золоті очі, 2008 рік.
- Злотий нуль в зеніті, 2014 рік.

## Нагороди та відзнаки
Джерело : біографія на WP
- Срібна коза (1991).
- Відзнака у конкурсі PS IBA «Книжкаа року» (1993).
- Відзнака PTWK у конкурсі найкрасивіша книга року (1997).
- БІБ-плакат (1999).
- Внесення до міжнародного списку відзнак МБА (1999).
- Взнання у конкурсі «Сучасне польське книжкове мистецтво» (2000).
- Друге місце на Бієнале ілюстрації (2004).
- Відзнака у конкурсі «Книга року PS PS» (2005).
- Нагорода на конкурсі PTWK «Найкрасивіші книги року» (2008).
- Книга року PS IBBY (2014).